# Amyda
Amyda – rodzaj żółwi z rodziny żółwiakowatych (Trionychidae).

## Zasięg występowania
Rodzaj obejmuje gatunki występujące w południowo-wschodniej Azji (Indie, Bangladesz, Mjanma, Laos, Wietnam, Kambodża, Tajlandia, Malezja, Brunei i Indonezja). 

## Systematyka

### Etymologia
- Amyda: etymologia niejasna, É. Geoffroy Saint-Hilaire nie wyjaśnił pochodzenia nazwy rodzajowej[2].
- Potamochelys: gr. ποταμος potamos „rzeka”[8]; χελυς khelus „żółw rzeczny”[9]. Gatunek typowy: Trionyx javanicus É. Geoffroy Saint-Hilaire, 1809.
- Aspilus: etymologia niejasna, J.E. Gray nie wyjaśnił pochodzenia nazwy rodzajowej[4], być może od gr. ασπιλος aspilos „bez plamy”, od negatywnego przedrostka α a[10]; σπιλος spilos, σπιλαδος spilados „plama”[11]. Gatunek typowy: Trionyx cariniferus J.E. Gray, 1856 (= Testudo cartilaginea Boddaert, 1770). Młodszy homonim Aspilus Schaum, 1848 (Coleoptera).
- Ida: etymologia niejasna, J.E. Gray nie wyjaśnił pochodzenia nazwy rodzajowej[5]. Gatunek typowy: Trionyx ornatus J.E. Gray, 1861.

### Podział systematyczny
Do rodzaju należą następujące gatunki:
- Amyda cartilaginea (Boddaert, 1770)
- Amyda ornata (J.E. Gray, 1861)